# Bernice King
Pour les articles homonymes, voir King.
Bernice Albertine King (née le 28 mars 1963) est une pasteure chrétienne baptiste américaine et la plus jeune enfant des militants des droits civiques Martin Luther King Jr. et Coretta Scott King. 

## Biographie
Elle a cinq ans lorsque son père est assassiné en avril 1968. Pendant son adolescence, King choisit de devenir pasteure après avoir été bouleversée en visionnant le documentaire sur le mouvement des droits civils King: de Montgomery à Memphis. King a 17 ans lorsqu'elle est invitée à prendre la parole aux Nations unies. Vingt ans après l'assassinat de son père, elle prêche son premier sermon. Inspirée par l'activisme de ses parents, elle est arrêtée à plusieurs reprises au début de sa vie adulte, entre autres lors d'une manifestation anti-apartheid à l'ambassade de l'Afrique du Sud aux États-Unis. En 1985, elle a obtenu un diplôme en psychologie du Spelman College et en 1990 une maîtrise en théologie et un doctorat en droit de l'Emory University. 
Sa mère subit un accident cérébro-vasculaire en 2005 et, après sa mort l'année suivante, King prononce l'éloge funèbre lors de ses funérailles. King vit un conflit au sein de sa famille qui devient un tournant dans sa vie lorsque sa sœur Yolanda et son frère Dexter soutiennent la vente du King Center for Nonviolent Social Change. Après le décès de sa sœur en 2007, elle prononce également son éloge funèbre. Elle soutient la campagne présidentielle de Barack Obama en 2008 et déclare que son investiture faisait partie du rêve de son père.

### Ministère
En 1990, elle a été ordonnée pasteur à l'église baptiste Ebenezer à Atlanta.
En 2002, elle est devenue ancienne à la New Birth Missionary Baptist Church de Lithonia jusqu’en 2011 . Elle a été élue présidente de la Southern Christian Leadership Conference en 2009. Son frère aîné Martin III et son père avaient déjà occupé ce poste. Elle devient la première femme élue à la présidence dans l'histoire de l'organisation, alors que la SCLC tient deux conventions distinctes. Par la suite, King exprime un mécontentement contre les actions du SCLC, ayant le sentiment que l'organisation ignore ses suggestions et elle décline la présidence en janvier 2010.  
En 2012, elle est devenue présidente du Centre Martin Luther King Jr. pour le changement social non violent à Atlanta. Le principal objectif de King en tant que PDG du King Center et dans la vie est de s'assurer que la philosophie et la méthodologie non-violente de son père (que le King Center appelle Nonviolence 365) est intégrée dans divers secteurs de la société, y compris l'éducation, le gouvernement, les affaires, les médias, les arts et spectacles et les sports. King croit que Nonviolence 365 est la réponse aux problèmes de la société et encourage son adoption comme mode de vie. King est également la PDG de First Kingdom Management, une société de conseil chrétienne basée à Atlanta, en Géorgie.